# Khalid Skah
Khalid Skah (em árabe: خالد سكاه) (Midelt, 29 de janeiro de 1967) é um atleta marroquino, campeão dos 10000 metros nos Jogos Olímpicos de Barcelona, em 1992.
Antes de correr nas pistas, Skah estabeleceu-se como grande corredor de cross-country, ao vencer por duas vezes o Campeonato Mundial de Cross-Country, em 1990 e 1991.
Em sua estréia no Campeonato Mundial de Atletismo, em Tóquio 1991, ele ficou com a medalha de bronze nos 10000 m e chegou em sexto lugar nos 5000 m.
No ano seguinte, em Barcelona 1992, Skah teve um longo duelo com Richard Chelimo, do Quênia, nos 10000 m. Quando eles estavam colocando uma volta em cima do corredor marroquino Hammou Boutayeb, compatriota de Skah, este interferiu colocando-se numa posição entre Skah e Chelimo que bloqueava o queniano, fazendo com que Skah vencesse a prova por 1s de diferença.
Após a corrida, Skah foi desclassificado, acusado de ter tido assistência proposital de um companheiro, mas depois reempossado da medalha, por questões técnicas. Durante a premiação no pódio, ele recebeu sua medalha de ouro debaixo de vaias do público, enquanto Chelimo era ovacionado ao receber a medalha de prata. No ano seguinte, ele conseguiu seu único recorde mundial - 8min 12s 17 - na prova não olímpica das duas milhas (cerca de 3200m).
Seu último grande torneio internacional foi nos Jogos Olímpicos de Atlanta, em 1996, quando chegou apenas em décimo lugar nos 10000 m. Em 1997, Khalid Skah requereu cidadania norueguesa, onde vivia e treinava há anos com sua mulher, natural daquele país. Com isso, a Federação de Atletismo do Marrocos o baniu das competições internacionais. Em 2002, conseguiu novamente habilitação para disputar provas internacionais e tentou um retorno para estabelecer-se novamente como um dos melhores fundistas do mundo, conseguindo porém apenas um décimo lugar no Campeonato Mundial de Meia Maratona.